# 豊郷村 (茨城県)
豊郷村（とよさとむら）は茨城県鹿島郡にかつて存在した村である。

## 地理
- 現在の鹿嶋市の中部に位置する。
- 村は北浦の東岸に位置している。

## 歴史

### 村域の変遷
- 1889年（明治22年）4月1日 - 町村制施行により、田谷村・猿田村・田谷沼新田・田野辺村・沼尾村・須賀村・山野上村が合併し鹿島郡豊郷村が発足。
- 1954年（昭和29年）9月15日 - 豊郷村は鹿島町・高松村・豊津村・波野村とともに合併し鹿島町が発足。豊郷村は消滅。
- 1995年（平成7年）9月1日 - 鹿島町が大野村を編入。
  - 同日、改称・市制施行し、鹿嶋市となる。

変遷表
| 1868年 以前 | 1868年 以前 | 明治22年 4月1日 | 昭和29年 9月15日 | 平成7年 9月1日    | 現在   |
| ----------- | ----------- | --------------- | ---------------- | ----------------- | ------ |
|             | 田谷村      | 豊郷村          | 鹿島町           | 鹿嶋市に 市制改称 | 鹿嶋市 |
|             | 猿田村      | 豊郷村          | 鹿島町           | 鹿嶋市に 市制改称 | 鹿嶋市 |
|             | 田谷沼新田  | 豊郷村          | 鹿島町           | 鹿嶋市に 市制改称 | 鹿嶋市 |
|             | 田野辺村    | 豊郷村          | 鹿島町           | 鹿嶋市に 市制改称 | 鹿嶋市 |
|             | 沼尾村      | 豊郷村          | 鹿島町           | 鹿嶋市に 市制改称 | 鹿嶋市 |
|             | 須賀村      | 豊郷村          | 鹿島町           | 鹿嶋市に 市制改称 | 鹿嶋市 |
|             | 山野上村    | 豊郷村          | 鹿島町           | 鹿嶋市に 市制改称 | 鹿嶋市 |

## 人口・世帯

### 人口
総数 [単位： 人]
| 1891年（明治24年） | 1,226 |
| 1920年（大正 9年） | 1,332 |
| 1935年（昭和10年） | 1,370 |
| 1950年（昭和25年） | 1,693 |

### 世帯
総数 [単位： 世帯]
| 1920年（大正 9年） | 260 |
| 1935年（昭和10年） | 244 |
| 1950年（昭和25年） | 274 |